# Grind (Alice in Chains)
Grind è un singolo del gruppo rock statunitense Alice in Chains, pubblicato nel 1995 ed estratto dall'album Alice in Chains.

## Video musicale
Il videoclip della canzone è stato diretto da Rocky Schenck.

## Formazione
- Layne Staley – voce
- Jerry Cantrell – chitarra, voce
- Mike Inez – basso
- Sean Kinney – batteria, percussioni

## Classifiche
| Classifica (1995/96)          | Posizione massima |
| ----------------------------- | ----------------- |
| Australia                     | 77                |
| Canada                        | 53                |
| Regno Unito                   | 23                |
| Regno Unito (rock & metal)    | 1                 |
| Stati Uniti (alternative)     | 18                |
| Stati Uniti (mainstream rock) | 7                 |